# San Gaetano dell'Orsoline
San Gaetano dell'Orsoline, även benämnt Cappella Istituto San Gaetano, är ett kapell i Rom, helgat åt den helige Gaetano av Thiene. Kapellet är beläget vid Viale di Trastevere i quartiere Gianicolense och tillhör församlingen Santi Francesco e Caterina Patroni d'Italia.
Kapellet förestås av Suore orsoline di Maria Vergine Immacolata, kallade Orsoline di Gandino, en ursulinerkongregation grundad år 1818 av prästen Francesco della Madonna (1771–1846).

## Historia
Kapellet har inte någon egen fasad. Interiören med tre skepp har altarmålningen Jungfru Maria och Jesusbarnet uppenbarar sig för den helige Gaetano.

## Kommunikationer
- Tunnelbanestation Garbatella – Roms tunnelbana, linje
- Busshållplats Carlo Porta – Roms bussnät, linje 170 719 781